# Trélou-sur-Marne
Trélou-sur-Marne település Franciaországban, Aisne megyében. Lakosainak száma 948 fő (2022. január 1.). Trélou-sur-Marne Barzy-sur-Marne, Le Charmel, Courmont, Passy-sur-Marne, Ronchères, Champvoisy, Courthiézy, Dormans és Vincelles községekkel határos.

## Népesség
A település népessége az elmúlt években az alábbi módon változott:
| Lakosok száma | 944  | 875  | 854  | 938  | 964  | 955  | 948  | 939  | 934  | 948  |
|               | 1968 | 1982 | 1990 | 2006 | 2013 | 2015 | 2017 | 2019 | 2020 | 2022 |